# Cantonul Solignac-sur-Loire
Cantonul Solignac-sur-Loire este un canton din arondismentul Le Puy-en-Velay, departamentul Haute-Loire, regiunea Auvergne, Franța.

## Comune
- Bains
- Le Brignon
- Cussac-sur-Loire
- Saint-Christophe-sur-Dolaison
- Solignac-sur-Loire (reședință)